# Andrea Kronvall
Andrea Elin Maria Kronvall, född 31 juli 1985, är en svensk politiker (sverigedemokrat). Hon är ledamot i Sverigedemokraternas partistyrelse och oppositionsråd i Norrtälje.

## Biografi
Andrea Kronvall växte upp i ett radhus i Sävja, en förort till Uppsala, med två syskon; hennes föräldrar som skilde sig när hon var åtta år. Hon gick samhällsvetenskapliga programmet med dansinriktning på Bolandsgymnasiet i Uppsala. Därefter studerade hon till butiks- och avdelningschef på en tvåårig Kvalificerad yrkesutbildning på Campus Roslagen i Norrtälje. Hon arbetade sedan som chef på klädkedjorna Vero Moda och New Yorker, innan hon blev antagen till modeföretaget Bestsellers tvååriga utbildningsprogram i detaljhandel, förlagd i Århus i Danmark, och arbetade därefter som inköpare hos dem.
Kronvall hade röstat på moderaterna, men efter migrationsuppgörelsen mellan Alliansen och Miljöpartiet 2011 sökte hon sig till Sverigedemokraterna, och blev medlem 2015. Hon tyckte de hade en passande ideologi, som hon menade hade "tagit det bästa från socialdemokratin, folkhemmet och är konservativa i frågor om brott och straff".
Inför kyrkovalet 2017 var hon första namn på Sverigedemokraternas nomineringsgrupp till Roslagens östra pastorat, vilket var debut för Sverigedmokraterna i det sammanhanget. Bland annat menade hon att Svenska kyrkan tagit ställning för Palestina i Mellanösternkonflikten, vilket hon tyckte var en partipolitisk hållning som skulle stå utanför kyrkan.
Efter kommunvalet 2018 valdes Kronvall in som andranamn på Sverigdemokraternas lista. Listans förstanamn, Mikael Strandman, kom samtidigt in i Riksdagen, och hon tog över som gruppledare för Sverigedemokraterna i Norrtälje kommun. Valresultatet ledde också till att hon kunde få titeln oppositionsråd, arvoderad för halvtid.
Sedan hösten 2023 är Kronvall ledamot i Sverigedemokraternas partistyrelse, efter att ha varit suppleant i några år. Efter EU-valet 2024 stod hon i tur att bli ersättare som riksdagsledamot istället för Beatrice Timgren som blev EU-parlamentariker. Hon tackade nej för att kunna fortsätta med lokalpolitiken.